# Tácio Lacerda Gama

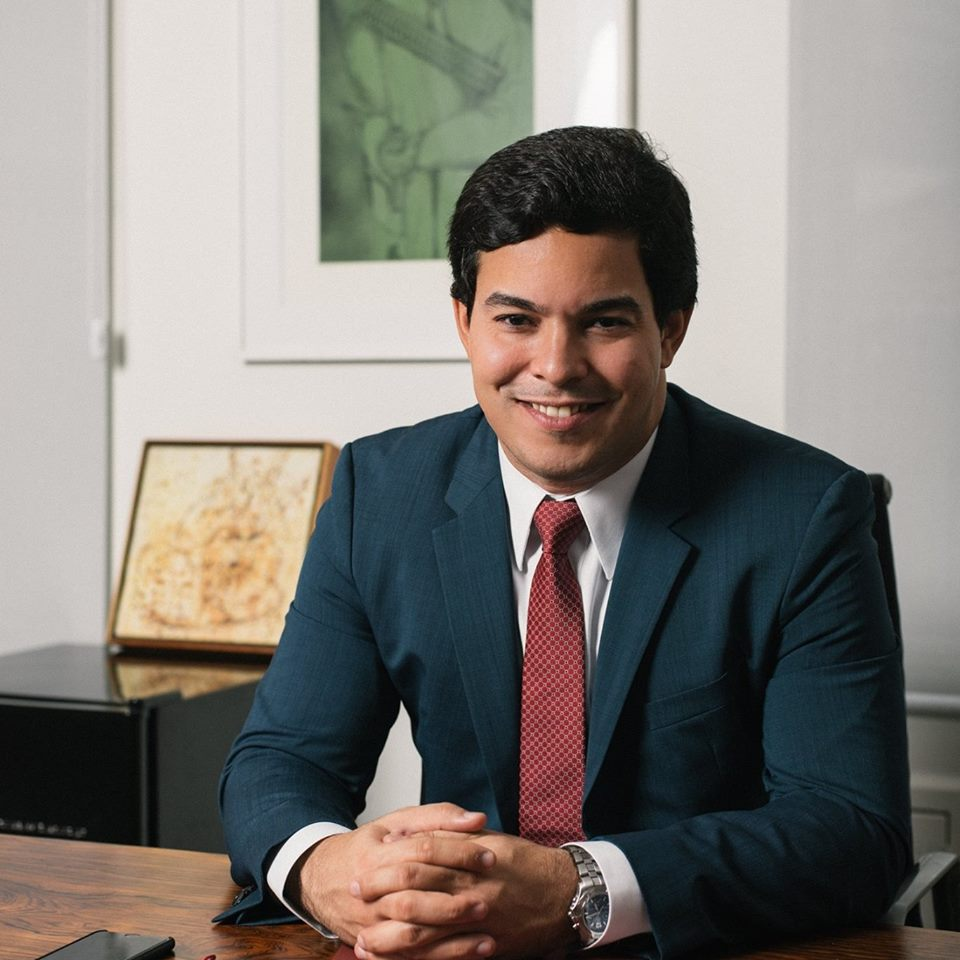
Tácio Lacerda Gama

Tácio Lacerda Gama (Salvador, 05 de junho de 1976) é advogado e professor com obras publicadas em Direito Tributário e Teoria do Direito. Alma mater Universidade Federal da Bahia.

## Carreira profissional e acadêmica
Graduou-se pela Universidade Federal da Bahia (UFBA)  em 1999, tendo concluído no mesmo ano o curso de especialização pelo Instituto Brasileiro de Estudos Tributário (IBET). Ainda naquele ano, ingressou no mestrado em Direito Público, na Pontifícia Universidade Católica de São Paulo (PUC-SP) , que foi concluído em 2002, com a apresentação do trabalho “Contribuição de Intervenção no Domínio Econômico”. Em 2004, ingressou no curso de doutorado em Direito, também na Pontifícia Universidade Católica de São Paulo (PUC-SP), que foi concluído em 2008 com a apresentação da tese “Competência Tributária: Fundamentos para uma teoria da nulidade”. 

Foi assistente do professor Paulo de Barros Carvalho nas disciplinas Direito Tributário, Lógica Jurídica e Teoria Geral do Direito, em cursos de mestrado e doutorado, entre os anos de 2003 e 2011.
Em 2009, ingressou por concurso como professor de graduação na Pontifícia Universidade Católica de São Paulo (PUC-SP), ministrando aulas de Direito Tributário. Em 2012, também por concurso, passou a ser professor dos cursos de mestrado e doutorado dessa instituição. Coordena, desde 2016, o Grupo de Pesquisa Controle de Validade da Tributação.
Coordenou o Curso de Teoria Geral do Direito de 2006 a 2012 e o Curso de Teoria da Interpretação de 2007 a 2012 junto ao Instituto Brasileiro de Estudos Tributários (IBET), atuando desde 2002 também como professor conferencista da instituição.
Foi sócio fundador da Editora Noeses e é, ainda, diretor da Rede Social Parasaber.
Em 2014, fundou o Lacerda Gama Advogados Associados, escritório especializado em Direito Tributário e na estruturação de novos negócios.

## Outras instituições ligadas ao Direito de que faz parte
- Presidente do Instituto de Aplicação do Tributo (IAT)
- Diretor da Associação Brasileira de Direito Tributário (ABRADT)
- Diretor acadêmico do Instituto Brasileiro de Estudos Jurídicos de Infraestrutura (IBEJI)
- Membro da International Fiscal Association (IFA)
- Membro da Fundação Escola Superior de Direito Tributário (FESDT)
- Conselheiro científico do Instituto Geraldo Ataliba (IGA-IDEPE)
- Membro do corpo editorial da Revista de Direito Tributário Contemporâneo
- Membro do corpo editorial da Revista de Direito Tributário da Associação Paulista de Estudos Tributários (APET)

## Livros e outras publicações
Obras publicadas:
- A Competência tributária: Fundamentos para uma teoria da nulidade. 2 ed.. [8]
- Contribuição de Intervenção no Domínio Econômico. [9]

Além desses:
- The notion of tax and the elimination of international double taxation or double non-taxation. In: 70th Congress of the International Fiscal Association, 2016, Madrid. Cahiers de Droit Fiscal Inernational. Países Baixos: International Fiscal Association, 2016. v. 101B. p. 207-227.[10]
- Communication Competence and the Theme of Validity in Law. In: World Congress of Philosophy of Law and Social Philosophy, 2013. Human right, democracy, rule of law and contemporary social challenges in complex societies. Belo Horizonte: Forum, 2013. v. 1. p. 407-414.[11]
- Relatoría Nacional de Brasil. Fiscalidad y Globalización – XXVI Jornadas Latinoamericanas de Derecho Tributário. 1 ed. Pamplona: Thomson Reuters, 2012, v. 1, p. 1241-1269.[12]
- Competencia Tributaria Y Su Estructura Normativa. Derecho Tributario Tópicos Contemporáneos – En Homenaje Al Profesor Paulo de Barros Carvalho. 1 ed. Lima: Editora y Librería Jurídica Grijley, 2011, v. 01, p. 311-350.[13]
- Norma de competência tributária e a visão dialógica sobre os atributos de unidade, coerência e consistência do sistema jurídico. Revista de Direito Tributário (São Paulo), v. 105, p. 62-82, 2009.[14]
- Teoria dialógica da validade - existência, regularidade e efetividade das normas tributárias. Direito Tributário - Homenagem a Paulo de Barros Carvalho. 1 ed.: Quartier Latin, 2008, v. 1º, p. 127-142.[15]
- Contribuições especiais: natureza e regime jurídico. In: Eurico Marcos Diniz de Santi. (Org.). Curso de especialização em direito tributário: estudos em homenagem ao Prof. Paulo de Barros Carvalho. 1 ed. Rio de Janeiro: Forense, 2005, v. 1, p. 1143-1166.[16]